# Aegomorphus albosignus
Aegomorphus albosignus es una especie de escarabajo longicornio del género Aegomorphus,  subfamilia Lamiinae. Fue descrita científicamente por Chemsak & Noguera en 1993.
Se distribuye por América del Norte, en México. Mide 11-18 milímetros de longitud.